# 生活 (漫画)
『生活』（せいかつ）は、福満しげゆきによる日本の漫画作品。 2016年5月に『ヒーローマニア-生活-』として実写映画化された。

## 概要
作者にとって初めての長編ストーリー漫画。『僕の小規模な失敗』連載終了後に『アックス』（青林工藝舎）に2005年から2007年にかけて連載されていたが、諸事情で第9話をもって長期休載に入り、雑誌連載が中断。2008年に青林工藝舎から『生活』第1巻が発売されたきりで、「未完の傑作」とされていた。しかし2009年に『モーニング』（講談社）公式サイトのWeb配信で連載再開。作品は完結し、2010年5月に講談社から単行本『生活 完全版』が刊行された。

## あらすじ
コンビニで働くフリーターの青年は、ある日電車の中で迷惑な客から携帯電話を奪いゴミ箱に捨てるニット帽を被った少年を見かける。後を追うと、少年がベランダから下着を泥棒しようとしているのを目撃し、犯行を止めさせる。その行動力を悪人を成敗することに使ったらどうかと提案した青年は、猥褻事件を起こした教師を襲撃し、服を脱がせて拘束し、歩道橋に吊るす。思いつきで始めた悪人たちを成敗する活動は、やがて途中で出会った女子高生や、マナーの悪い若者を金槌で殴っていたオジさんを仲間に加え大きくなっていく。
ボランティアの構成員を加えて、自警団として肥大していった組織は、やがて元ホームレスの「社長」の方針によって、犯罪者から金をゆする警備会社となる。しかし徐々に腐敗していく会社について行けなくなった青年と少年は、会社を辞め、構成員を吊るすが、それによって2人は会社と敵対関係になってしまう。逃亡と戦いの末、2人は勝利する。やがて会社は潰れ、元の生活が戻ってくる。

## 主な登場人物
オレ
フリーターの青年。少年と二人で悪人を吊るす活動を始めるが、当人は正義感がそれほど強いわけでもなく、現実逃避のための行為だと自覚していた。作家志望だが作品を書けずに苦しんでいる。しかし最終回では駆け出しのライターとして活動し始めている様子が描かれた。
僕
ニット帽を被った少年。かつては下着を盗む日々を送っていたが、青年との出会いによって悪人を成敗する活動を始める。正義感が強く、犯罪者に対する怒りや、モテる男に対する嫉妬心が強い。工業高校卒で、自作のワイヤーを使った武器を駆使し、敵と戦ったり高い場所に登ったりするなど身体能力は高い。リーダーの女子高生に片思いしている。
リーダー
眼鏡の女子高生。青年と少年が最初に吊るした教師の居場所を訊ねた相手で、二人の活動に参加する。近所のオバさんのネットワークを使って標的の情報収集をしていた。会社が立ち上がってからはそこに事務員として就職し、眼鏡を外した。最終回では、もう一度自警団を復活させようと青年のアパートにやってきた。
オジさん
定年間近のオジさん。子供を妊娠している娘を守るため、マナーの悪い若者を金槌で殴りつける「殴り魔」として活動していたが、青年たちに説得されて仲間になる。組織が会社になってからは事務仕事をしていたが、会社の腐敗を見て構成員の若者を金槌で殴ったため、報復に刺されてしまうが、一命は取り留めた。
社長
元ホームレスの男。倒れているところをオジさんに助けられる。自警団を、示談金をゆすって金にする会社に成長させた張本人。やがて青年たちとは敵対関係になり、青年を監禁したが、少年に奪還される。

## 書誌情報
- 生活 第1巻（青林工藝舎 2008年1月） ISBN 978-4-88379-256-6
- 生活 完全版（講談社 2010年5月） ISBN 978-4-06-375924-2
- 生活 特装完全版[1]（講談社 2010年5月） ISBN 978-4-06-358315-1

## 映画
『ヒーローマニア-生活-』（ヒーローマニア せいかつ）は、『生活』を原作とした日本の映画で、2016年5月7日公開。監督は豊島圭介、主演は東出昌大。
静岡県浜松市が、物語の舞台となる架空の地方都市「堂堂市」のロケ地となっている。
作中の舞台である堂堂市は、「東京から新幹線で約2時間の所にあり、人口30万人ほどの街」とされる。基本的に平和な街だが堂堂市にある“なごみ商店街”は、夜になるとほとんどの店が閉まり素行不良の若者やマナーの悪い大人たちで溢れている。

### キャスト
中津 秀利（原作の“オレ”にあたる人物）
演 - 東出昌大
30歳のフリーターだが、大学卒業後に5年間サラリーマンとして働いていた。女性に対して奥手な性格。地元で悪さをする人たちが増えてきたため、ほどなくして悪人を吊るす活動を始める。秀利たちはその後マスコミから“吊るし魔”と呼ばれるようになる。ともしびでは、他の3人と共に幹部的存在となるが違和感を感じ始める。
土志田 誠（としだ）（原作の“僕”にあたる人物）
演 - 窪田正孝
趣味が下着泥棒のニート。秀利が働くコンビニに客として来店し、迷惑客を得意な格闘技で退治したことで秀利と親しくなり仲間になる。普段は気弱で大人しい性格。いつも赤いニット帽(瞬時に目出し帽にもなる)を被っている。ともしびでは、後輩の育成に携わり格闘技や吊るし方などを教える指導係となる。
寺沢 カオリ（原作の“リーダー”にあたる人物）
演 -  小松菜奈
女子高生。自宅ベランダにかかっていた下着を盗もうとした誠と遭遇し、数日後再会した彼らの活動に興味を持って参加する。クールで知的な性格で、普段は三つ編みの髪型をしておりメガネをかけている。その後ともしびでは小野の秘書のとなり、髪型や服装も大人っぽく変わる。誠から手作りのヨーヨーを護身用にもらう。
日下 孝蔵（くさか）（原作の“オジさん”にあたる人物）
演 - 片岡鶴太郎
仲間になるまでの説明は原作のオジさんとほぼ同じ。ある時親しくなった小野を秀利たちに紹介し、秀利たちの活動を法人化する小野の提案を受け入れる。ともしびでは、専務となる。
宇野正（原作の“社長”にあたる人物）
演 - 船越英一郎
元人材派遣会社の経営者。孝蔵と出会った後、彼らと共に「ともしび総合警備保障会社」を設立し社長となる。常に胡散臭い怪しげな笑顔をしている。ケンカに強い若者を数十人雇ってピンク色のウインドブレーカーを着させ、街の見回りとして吊るし魔の活動をさせている。
オカッパおばさん
演 - 山崎静代（南海キャンディーズ）
商店街の複数のテレビが並んだ電器屋の前にいることが多く、いつもブツブツと小さい声で独り言を言っている。
日下響子
演 - 松岡恵望子
孝蔵の娘。妊娠しており臨月ぐらいの状態で孝蔵も孫が生まれるのを楽しみにしている。数日後、街なかに通り魔が現れたと知り不安がる。
佐々木
演 - 村上和成
冒頭では夜の商店街にいたが、その後宇野の新人の手下となる。スキンヘッドの髪型に頑丈な体をしており格闘技のような攻撃が得意。
吉川
演 - 黒田大輔
冒頭では夜の商店街にいたが、その後宇野の新人の手下となる。超能力(念じると衝撃波のような力で相手に攻撃する)が使える。
レインコートの通り魔
いつも黄色いレインコートに身を包み、雨の日の堂堂市に現れる。ひと気ない場所で一人でいる人を狙いナイフで襲いかかる事件を数回起こしている。

### スタッフ
- 原作：福満しげゆき『生活【完全版】』（モーニングCKDX / 講談社刊）
- 監督：豊島圭介
- 脚本：継田淳
- 音楽：グランドファンク
- 主題歌：NICO Touches the Walls「ストラト」（Ki/oon Music）[5]
- 製作：由里敬三、遠藤茂行、木下直哉、三宅容介、細字慶一、寺島ヨシキ
- エグゼクティブプロデューサー：田中正、柳迫成彦
- 企画：石田雄治
- プロデューサー：吉田憲一、深津智男
- 撮影：神田創
- 照明：渡部嘉
- 美術：花谷秀文
- 装飾：田口貴久
- 録音：石貝洋
- 音響効果：岡瀬晶彦
- 編集：村上雅樹
- スクリプター：増子さおり
- アクションコーディネーター：森崎えいじ
- VFXスーパーバイザー：西尾和弘
- 衣装ディレクション&スタイリング：一ツ山佳子（SLITS）
- ヘアメイク：橋本申二
- 特殊造形・特殊メイク：藤原カクセイ
- カースタント：佐藤秀美
- 衣装：石原徳子
- キャスティング：南谷夢
- 助監督：井上雄介
- 製作担当：中山泰彰
- 配給：東映、日活
- 制作プロダクション：ジャンゴフィルム
- 企画・製作幹事：日活
- 製作：「ヒーローマニア -生活-」製作委員会（日活、東映、木下グループ、ポニーキャニオン、エイベックス・ピクチャーズ、ポニーキャニオンエンタープライズ、ニッポンプランニングセンター、ぴあ）

### 受賞
- 第8回TAMA映画賞（2016年）[6]
  - 最優秀新進女優賞（小松菜奈、『ディストラクション・ベイビーズ』『黒崎くんの言いなりになんてならない』『バクマン。』とあわせて受賞）
- 第90回キネマ旬報ベスト・テン（2017年）[7]
  - 新人女優賞（小松菜奈、『溺れるナイフ』『黒崎くんの言いなりになんてならない』『ディストラクション・ベイビーズ』と合わせて受賞）